# Kremlin Cup 2004 - Qualificazioni singolare maschile
Le qualificazioni del singolare maschile del Kremlin Cup 2004 sono state un torneo di tennis preliminare per accedere alla fase finale della manifestazione. I vincitori dell'ultimo turno sono entrati di diritto nel tabellone principale. In caso di ritiro di uno o più giocatori aventi diritto a questi sono subentrati i lucky loser, ossia i giocatori che hanno perso nell'ultimo turno ma che avevano una classifica più alta rispetto agli altri partecipanti che avevano comunque perso nel turno finale.
Le qualificazioni del torneo Kremlin Cup 2004 prevedevano 32 partecipanti di cui 4 sono entrati nel tabellone principale.

## Teste di serie
1. Alejandro Falla (ultimo turno)
2. Ivo Heuberger (Qualificato)
3. Marc Rosset (Qualificato)
4. Vladimir Volčkov (Qualificato)

1. Frédéric Niemeyer (primo turno)
2. Alexander Markin (secondo turno)
3. George Bastl (ultimo turno)
4. Markus Hantschk (secondo turno)

## Qualificati
1. Serhij Stachovs'kyj
2. Ivo Heuberger

1. Marc Rosset
2. Vladimir Volčkov

## Tabellone

### Legenda
| - Q = Qualificato - WC = Wild card - LL = Lucky loser | - ALT = Alternate - SE = Special Exempt - PR = Protected Ranking | - w/o = Walkover - r = Ritirato - d = Squalificato |

### Sezione 1
|  | Primo turno             | Primo turno             | Primo turno         | Primo turno | Primo turno |  |  | Secondo turno | Secondo turno           | Secondo turno           | Secondo turno       | Secondo turno       |   |   | Ultimo turno | Ultimo turno    | Ultimo turno    | Ultimo turno | Ultimo turno |  |
|  |                         |                         |                     |             |             |  |  |               |                         |                         |                     |                     |   |   |              |                 |                 |              |              |  |
|  | 1                       | Alejandro Falla         | Alejandro Falla     | 7           | 6           |  |  |               |                         |                         |                     |                     |   |   |              |                 |                 |              |              |  |
|  |                         | Deniss Pavlovs          | Deniss Pavlovs      | 6(0)        | 1           |  |  | 1             | Alejandro Falla         | Alejandro Falla         | 7                   | 6                   |   |   |              |                 |                 |              |              |  |
|  | Alexander Krasnorutskiy | Alexander Krasnorutskiy | 5                   | 6           | 6           |  |  |               | Alexander Krasnorutskiy | Alexander Krasnorutskiy | 6                   | 2                   |   |   |              |                 |                 |              |              |  |
|  | Artur Chernov           | Artur Chernov           | 7                   | 3           | 4           |  |  |               |                         |                         |                     |                     |   |   | 1            | Alejandro Falla | Alejandro Falla | 63           | 4            |  |
|  | Serhij Stachovs'kyj     | Serhij Stachovs'kyj     | Serhij Stachovs'kyj | 7           | 6           |  |  |               |                         |                         | Serhij Stachovs'kyj | Serhij Stachovs'kyj | 7 | 6 |              |                 |                 |              |              |  |
|  | Pavel Lobanov           | Pavel Lobanov           | Pavel Lobanov       | 65          | 1           |  |  |               | Serhij Stachovs'kyj     | Serhij Stachovs'kyj     | 7                   | 7                   |   |   |              |                 |                 |              |              |  |
|  | 8                       | Markus Hantschk         | 2                   | 6           | 6           |  |  | 8             | Markus Hantschk         | Markus Hantschk         | 6                   | 64                  |   |   |              |                 |                 |              |              |  |
|  |                         | Vadim Davletšin         | 6                   | 3           | 1           |  |  |               |                         |                         |                     |                     |   |   |              |                 |                 |              |              |  |

### Sezione 2
|  | Primo turno       | Primo turno       | Primo turno   | Primo turno | Primo turno |  |  | Secondo turno | Secondo turno    | Secondo turno    | Secondo turno | Secondo turno |   |    | Ultimo turno | Ultimo turno  | Ultimo turno | Ultimo turno | Ultimo turno |  |
|  |                   |                   |               |             |             |  |  |               |                  |                  |               |               |   |    |              |               |              |              |              |  |
|  | 2                 | Ivo Heuberger     | Ivo Heuberger | 6           | 6           |  |  |               |                  |                  |               |               |   |    |              |               |              |              |              |  |
|  |                   | Dmitri Vlasov     | Dmitri Vlasov | 3           | 4           |  |  | 2             | Ivo Heuberger    | Ivo Heuberger    | 6             | 6             |   |    |              |               |              |              |              |  |
|  | Evgenij Kirillov  | Evgenij Kirillov  | 6             | 65          | 6           |  |  |               | Evgenij Kirillov | Evgenij Kirillov | 3             | 4             |   |    |              |               |              |              |              |  |
|  | Aleksandr Yarmola | Aleksandr Yarmola | 2             | 7           | 3           |  |  |               |                  |                  |               |               |   |    | 2            | Ivo Heuberger | 7            | 64           | 7            |  |
|  | Pavel Ivanov      | Pavel Ivanov      | 6             | 1           | 7           |  |  |               |                  | 7                | George Bastl  | 6(1)          | 7 | 65 |              |               |              |              |              |  |
|  | Evgenij Smirnov   | Evgenij Smirnov   | 1             | 6           | 63          |  |  |               | Pavel Ivanov     | 6                | 3             | 63            |   |    |              |               |              |              |              |  |
|  | 7                 | George Bastl      | George Bastl  | 6           | 6           |  |  | 7             | George Bastl     | 3                | 6             | 7             |   |    |              |               |              |              |              |  |
|  |                   | Dmitrij Sitak     | Dmitrij Sitak | 4           | 1           |  |  |               |                  |                  |               |               |   |    |              |               |              |              |              |  |

### Sezione 3
|  | Primo turno      | Primo turno        | Primo turno        | Primo turno | Primo turno |  |  | Secondo turno | Secondo turno    | Secondo turno    | Secondo turno    | Secondo turno   |   |   | Ultimo turno | Ultimo turno | Ultimo turno | Ultimo turno | Ultimo turno |  |
|  |                  |                    |                    |             |             |  |  |               |                  |                  |                  |                 |   |   |              |              |              |              |              |  |
|  | 3                | Marc Rosset        | Marc Rosset        | 6           | 6           |  |  |               |                  |                  |                  |                 |   |   |              |              |              |              |              |  |
|  |                  | Andemir Karanashev | Andemir Karanashev | 3           | 2           |  |  | 3             | Marc Rosset      | Marc Rosset      | 6                | 6               |   |   |              |              |              |              |              |  |
|  | Andis Juška      | Andis Juška        | Andis Juška        | 6           | 6           |  |  |               | Andis Juška      | Andis Juška      | 4                | 2               |   |   |              |              |              |              |              |  |
|  | Sebastián Prieto | Sebastián Prieto   | Sebastián Prieto   | 2           | 3           |  |  |               |                  |                  |                  |                 |   |   | 3            | Marc Rosset  | Marc Rosset  | 6            | 6            |  |
|  | Andrej Čerkasov  | Andrej Čerkasov    | Andrej Čerkasov    | 6           | 6           |  |  |               |                  |                  | Andrej Čerkasov  | Andrej Čerkasov | 1 | 4 |              |              |              |              |              |  |
|  | Mikhail Pavlov   | Mikhail Pavlov     | Mikhail Pavlov     | 2           | 2           |  |  |               | Andrej Čerkasov  | Andrej Čerkasov  | Andrej Čerkasov  | W-O             |   |   |              |              |              |              |              |  |
|  | 6                | Alexander Markin   | Alexander Markin   | 7           | 6           |  |  | 6             | Alexander Markin | Alexander Markin | Alexander Markin |                 |   |   |              |              |              |              |              |  |
|  |                  | Mikhail Ledovskikh | Mikhail Ledovskikh | 63          | 4           |  |  |               |                  |                  |                  |                 |   |   |              |              |              |              |              |  |

### Sezione 4
|  | Primo turno       | Primo turno       | Primo turno       | Primo turno | Primo turno |  |  | Secondo turno | Secondo turno     | Secondo turno     | Secondo turno | Secondo turno |   |   | Ultimo turno | Ultimo turno     | Ultimo turno     | Ultimo turno | Ultimo turno |  |
|  |                   |                   |                   |             |             |  |  |               |                   |                   |               |               |   |   |              |                  |                  |              |              |  |
|  | 4                 | Vladimir Volčkov  | Vladimir Volčkov  | 6           | 6           |  |  |               |                   |                   |               |               |   |   |              |                  |                  |              |              |  |
|  |                   | Artem Sitak       | Artem Sitak       | 2           | 2           |  |  | 4             | Vladimir Volčkov  | Vladimir Volčkov  | 6             | 7             |   |   |              |                  |                  |              |              |  |
|  | Valentin Kasatkin | Valentin Kasatkin | Valentin Kasatkin | 6           | 6           |  |  |               | Valentin Kasatkin | Valentin Kasatkin | 3             | 64            |   |   |              |                  |                  |              |              |  |
|  | Andrei Gorban     | Andrei Gorban     | Andrei Gorban     | 1           | 2           |  |  |               |                   |                   |               |               |   |   | 4            | Vladimir Volčkov | Vladimir Volčkov | 6            | 6            |  |
|  | Vadim Kucenko     | Vadim Kucenko     | Vadim Kucenko     | 6           | 6           |  |  |               |                   |                   | Emin Ağayev   | Emin Ağayev   | 4 | 2 |              |                  |                  |              |              |  |
|  | Dmitri Mazur      | Dmitri Mazur      | Dmitri Mazur      | 4           | 2           |  |  | Vadim Kucenko | Vadim Kucenko     | Vadim Kucenko     | 4             | 2             |   |   |              |                  |                  |              |              |  |
|  |                   | Emin Ağayev       | 6                 | 5           | 6           |  |  | Emin Ağayev   | Emin Ağayev       | Emin Ağayev       | 6             | 6             |   |   |              |                  |                  |              |              |  |
|  | 5                 | Frédéric Niemeyer | 4                 | 7           | 4           |  |  |               |                   |                   |               |               |   |   |              |                  |                  |              |              |  |